# Barter Bluff
Das Barter Bluff ist ein Felsenkliff im westantarktischen Marie-Byrd-Land. Es ragt 2,5 km westlich des Leister Peak in der Kohler Range auf und bildet einen Teilabschnitt der steilen Seitenwand entlang des Kohler-Gletschers.
Der United States Geological Survey kartierte das Kliff anhand eigener Vermessungen und Luftaufnahmen der United States Navy aus den Jahren von 1959 bis 1966. Das Advisory Committee on Antarctic Names benannte es 1978 nach Leland Lasater Barter (1897–1986), Schiffsingenieur auf der Eleanor Bolling während der ersten (1928–1930) sowie sowohl auf der Bear of Oakland als auch auf der Jacob Ruppert während der zweiten Antarktisexpedition (1933–1935) des US-amerikanischen Polarforschers Richard Evelyn Byrd.